# Associazione Calcio Torino 1942-1943
Questa voce raccoglie le informazioni riguardanti l'Associazione Calcio Torino nelle competizioni ufficiali della stagione 1942-1943.

## Rosa
| N. |                   | Ruolo | Calciatore                           |
| -- | ----------------- | ----- | ------------------------------------ |
|    | Italia (bandiera) | P     | Alfredo Bodoira                      |
|    | Italia (bandiera) | P     | Filippo Cavalli                      |
|    | Italia (bandiera) | D     | Luigi Cassano                        |
|    | Italia (bandiera) | D     | Osvaldo Ferrini (capitano)           |
|    | Italia (bandiera) | D     | Sergio Piacentini                    |
|    | Italia (bandiera) | C     | Fioravante Baldi III (vice-capitano) |
|    | Italia (bandiera) | C     | Giacinto Ellena                      |
|    | Italia (bandiera) | C     | Cesare Gallea                        |

| N. |                   | Ruolo | Calciatore         |
| -- | ----------------- | ----- | ------------------ |
|    | Italia (bandiera) | C     | Giuseppe Grezar    |
|    | Italia (bandiera) | C     | Ezio Loik          |
|    | Italia (bandiera) | A     | Pietro Ferraris II |
|    | Italia (bandiera) | A     | Guglielmo Gabetto  |
|    | Italia (bandiera) | A     | Valentino Mazzola  |
|    | Italia (bandiera) | A     | Romeo Menti II     |
|    | Italia (bandiera) | A     | Franco Ossola      |

## Calciomercato
| Acquisti | Acquisti          | Acquisti  | Acquisti               |
| R.       | Nome              | da        | Modalità               |
| -------- | ----------------- | --------- | ---------------------- |
| D        | Luigi Cassano     | Napoli    | definitivo             |
| C        | Giuseppe Grezar   | Triestina | definitivo (450 000 £) |
| C        | Ezio Loik         | Venezia   | definitivo (600 000 £) |
| A        | Valentino Mazzola | Venezia   | definitivo (600 000 £) |

| Cessioni | Cessioni         | Cessioni | Cessioni   |
| R.       | Nome             | a        | Modalità   |
| -------- | ---------------- | -------- | ---------- |
| P        | Aldo Olivieri    | Brescia  | definitivo |
| D        | Livio Bussi      | Vicenza  | definitivo |
| C        | Bruno Baruzzi    | Bari     | definitivo |
| C        | Aldo Cadario     | Brescia  | definitivo |
| C        | Walter Petron    | Venezia  | definitivo |
| C        | Enrico Santià    | Padova   | definitivo |
| A        | Felice Borel II  | Juventus | definitivo |
| A        | Raúl Mezzadra    | Venezia  | definitivo |
| A        | Oberdan Ussello  | Biellese | definitivo |
| A        | Orlando Strinati | Ternana  | definitivo |

## Risultati

### Serie A

#### Girone di andata
| Arbitro: | Zelocchi (Modena) |

|             |           |  |
| Demaria 60’ | Marcatori |  |

| Arbitro: | Donati (Milano) |

|          |           |                         |
| Loik 39’ | Marcatori | 51’ Zidarich 69’ Degano |

| Arbitro: | Barlassina (Milano) |

|                                       |           |                                                        |
| Bellini 79’ Sentimenti III 90’ (rig.) | Marcatori | 24’ Ferraris II 29’, 52’ Menti II 61’ Loik 82’ Mazzola |

| Arbitro: | Pizziolo (Firenze) |

|                                         |           |              |
| Ferraris II 17’ Gabetto 69’ Mazzola 74’ | Marcatori | 55’ Trevisan |

| Arbitro: | Barlassina (Milano) |

|  |           |                                                      |
|  | Marcatori | 13’ Gabetto 14’, 35’ (rig.) Menti II 32’ Ferraris II |

| Arbitro: | Zelocchi (Modena) |

|                                                  |           |  |
| Ferraris II 5’, 14’, 82’ Mazzola 20’ Gabetto 37’ | Marcatori |  |

| Arbitro: | Scorzoni (Bologna) |

|  |           |            |
|  | Marcatori | 39’ Grezar |

| Arbitro: | Fois (Roma) |

|  |           |              |
|  | Marcatori | 16’ Morselli |

| Arbitro: | Curradi (Firenze) |

|  |           |                                 |
|  | Marcatori | 2’ Gabetto 48’ Loik 81’ Mazzola |

| Arbitro: | Scotto (Savona) |

|                                                          |           |                     |
| Ballarin 20’ (aut.) Ferraris II 32’ Loik 53’ Gabetto 58’ | Marcatori | 71’ (rig.) Tosolini |

| Arbitro: | Pizziolo (Firenze) |

|                                  |           |  |
| Grezar 16’ Menti II 37’ Loik 62’ | Marcatori |  |

| Arbitro: | Dattilo (Roma) |

|             |           |  |
| Cassani 47’ | Marcatori |  |

| Arbitro: | Zelocchi (Modena) |

|                                   |           |                       |
| Monza 4’ (aut.) Grezar 55’ (rig.) | Marcatori | 39’ Koenig 89’ Pisa I |

| Arbitro: | Pizziolo (Firenze) |

|                    |           |                         |
| Ferrini 55’ (aut.) | Marcatori | 6’ Menti II 61’ Gabetto |

| Arbitro: | Dellarole (Roma) |

|                              |           |  |
| Gabetto 63’, 74’ Mazzola 69’ | Marcatori |  |

#### Girone di ritorno
| Arbitro: | Galeati (Bologna) |

|              |           |                              |
| Menti II 57’ | Marcatori | 33’, 73’ Gaddoni 80’ Rebuzzi |

| Livorno 24 gennaio 1943, ore 14:30 UTC+1 17ª giornata | Livorno            | 0 – 0 | Torino | Stadio Edda Ciano Mussolini (20 000 spett.)\| Arbitro: \| Scorzoni (Bologna) \| |
| Arbitro:                                              | Scorzoni (Bologna) |       |        |                                                                                 |

| Arbitro: | Dattilo (Roma) |

|                                |           |  |
| Piacentini 25’ Ferraris II 40’ | Marcatori |  |

| Arbitro: | Pizziolo (Firenze) |

|                                      |           |                                     |
| Trevisan 17’, 31’ (rig.) Neri II 65’ | Marcatori | 4’ Ferraris II 52’ Loik 68’ Gabetto |

| Arbitro: | Scotto (Savona) |

|                                         |           |  |
| Menti II 5’ Ossola 31’, 56’ Mazzola 79’ | Marcatori |  |

| Arbitro: | Zelocchi (Modena) |

|                              |           |                                  |
| Valcareggi 48’ Michelini 71’ | Marcatori | 14’, 36’ Mazzola 83’ Ferraris II |

| Torino 28 febbraio 1943, ore 15:00 UTC+1 22ª giornata | Torino           | 0 – 0 | Vicenza | Stadio Filadelfia\| Arbitro: \| Carpani (Milano) \| |
| Arbitro:                                              | Carpani (Milano) |       |         |                                                     |

| Arbitro: | Scorzoni (Bologna) |

|              |           |  |
| Cappello 46’ | Marcatori |  |

| Arbitro: | Biancone (Roma) |

|                                                     |           |                   |
| Stefanini 15’ (aut.) Gabetto 24’ Arienti 36’ (aut.) | Marcatori | 64’ (aut.) Gallea |

| Arbitro: | Zelocchi (Modena) |

|                            |           |                      |
| De Lazzari 44’ Cergoli 87’ | Marcatori | 33’, 50’, 62’ Ossola |

| Arbitro: | Dattilo (Roma) |

|                             |           |                                     |
| Diotallevi 5’ D'Alconzo 49’ | Marcatori | 3’ Ferraris II 30’ Loik 56’ Gabetto |

| Arbitro: | Fois (Roma) |

|                                                  |           |                        |
| Gabetto 18’ Ferraris II 64’ Loik 70’ Mazzola 83’ | Marcatori | 19’ Zandali 60’ Gritti |

| Arbitro: | Mazza (Torre del Greco) |

|                             |           |                                  |
| Romagnoli 10’ Gualtieri 62’ | Marcatori | 28’ Gabetto 32’ Loik 58’ Mazzola |

| Arbitro: | Dattilo (Roma) |

|                        |           |             |
| Gabetto 24’ Ossola 64’ | Marcatori | 34’ Sansone |

| Arbitro: | Pizziolo (Firenze) |

|  |           |             |
|  | Marcatori | 86’ Mazzola |

### Coppa Italia

#### Sedicesimi di finale
| Arbitro: | Limido (Milano) |

|                                                                            |           |  |
| Baldi III 4’ Mazzola 15’, 71’ Gabetto 39’, 57’, 55’ Brandimarte 62’ (aut.) | Marcatori |  |

#### Ottavi di finale
| Arbitro: | Bernardi (Bologna) |

|  |           |                      |
|  | Marcatori | 32’ Gabetto 41’ Loik |

#### Quarti di finale
| Arbitro: | Zelocchi (Modena) |

|                                                              |           |  |
| Mazzola 47’, 82’ Pozzi 52’ (aut.) Ossola 73’ Ferraris II 78’ | Marcatori |  |

#### Semifinale
| Torino 23 maggio 1943, ore 16:00 UTC+1 Gara unica | Torino             | 2 – 0 | Roma | Stadio Filadelfia\| Arbitro: \| Pizziolo (Firenze) \| |
| Arbitro:                                          | Pizziolo (Firenze) |       |      |                                                       |

#### Finale
| Arbitro: | Zelocchi (Modena) |

|                                             |           |  |
| Ossola 22’, 48’ Ferraris II 46’ Mazzola 52’ | Marcatori |  |

## Statistiche

### Statistiche di squadra
| Competizione | Punti | In casa | In casa | In casa | In casa | In casa | In casa | In trasferta | In trasferta | In trasferta | In trasferta | In trasferta | In trasferta | Totale | Totale | Totale | Totale | Totale | Totale | DR  |
| Competizione | Punti | G       | V       | N       | P       | Gf      | Gs      | G            | V            | N            | P            | Gf           | Gs           | G      | V      | N      | P      | Gf     | Gs     | DR  |
| ------------ | ----- | ------- | ------- | ------- | ------- | ------- | ------- | ------------ | ------------ | ------------ | ------------ | ------------ | ------------ | ------ | ------ | ------ | ------ | ------ | ------ | --- |
| Serie A      | 44    | 15      | 10      | 2       | 3       | 37      | 14      | 15           | 10           | 2            | 3            | 31           | 17           | 30     | 20     | 4      | 6      | 68     | 31     | +37 |
| Coppa Italia | -     | 3       | 3       | 0       | 0       | 14      | 0       | 2            | 2            | 0            | 0            | 6            | 0            | 5      | 5      | 0      | 0      | 20     | 0      | +20 |
| Totale       | -     | 18      | 13      | 2       | 3       | 51      | 14      | 17           | 12           | 2            | 3            | 37           | 17           | 35     | 25     | 4      | 6      | 88     | 31     | +57 |

### Statistiche dei giocatori
| Giocatore      | Serie A  | Serie A | Coppa Italia | Coppa Italia | Totale   | Totale |
| Giocatore      | Presenze | Reti    | Presenze     | Reti         | Presenze | Reti   |
| -------------- | -------- | ------- | ------------ | ------------ | -------- | ------ |
| F. Baldi III   | 16       | 0       | 2            | 1            | 18       | 1      |
| A. Bodoira     | 17       | -17     | 3            | -0           | 20       | -17    |
| L. Cassano     | 15       | 0       | 2            | 0            | 17       | 0      |
| F. Cavalli     | 13       | -14     | 2            | -0           | 15       | -14    |
| G. Ellena      | 29       | 0       | 3            | 0            | 32       | 0      |
| P. Ferraris II | 30       | 12      | 5            | 2            | 35       | 14     |
| O. Ferrini     | 23       | 0       | 3            | 0            | 26       | 0      |
| G. Gabetto     | 26       | 14      | 5            | 4            | 31       | 18     |
| C. Gallea      | 15       | 0       | 5            | 0            | 20       | 0      |
| G. Grezar      | 30       | 3       | 5            | 0            | 35       | 3      |
| E. Loik        | 30       | 9       | 5            | 1            | 35       | 10     |
| V. Mazzola     | 30       | 11      | 5            | 5            | 35       | 16     |
| R. Menti II    | 22       | 8       | 1            | 0            | 23       | 8      |
| F. Ossola      | 12       | 6       | 4            | 3            | 16       | 9      |
| S. Piacentini  | 22       | 1       | 5            | 0            | 27       | 1      |